# Умер, Магда
Магда Умер (пол. Magda Umer, полное имя Małgorzata Magda Umer Przeradzka; 9 октября 1949, Варшава) — польская певица, актриса, сценаристка, режиссёр, пианистка.

## Биография
Магда Умер родилась 9 октября 1949 г. в Варшаве.
Закончила XIV Liceum Ogólnokształcące im. Klementa Gottwalda w Warszawie. Планировала стать учительницей.
С конца 60х годов выступала на студенческих вечеринках. Там её заметил Анджей Войцеховский, основавший незадолго до этого кабаре «Stodoła»: «Я обратил внимание, что выступления Магды всегда были явлением экстраординарным, её чарующий голос, певший, в основном, русские романсы, завораживал слушателей. Магда отказывалась петь перед незнакомыми людьми, и тогда мы сказали ей, что на выступления будут приходить только наши друзья, а чужих мы будем прогонять». В 1969 Войцеховский написал для Умер песни «Już szumią kasztany» и «Koncert jesienny», ставшие хитами. В 1969 г. Магду пригласили на крупный музыкальный фестиваль в Ополе, где она с песней «O niebieskim, pachnącym groszku» получила главный приз.
Для Умер писали песни Вислава Шимборская, Хали́на Посвято́вская, Urszula Kubiak, Боле́слав Ле́сьмян, Ереми Пшибора и Агнешка Осецка, чьей близкой подругой она была.
В 70х гг. работала на телевидении.
Играла роль Рахели в спектакле Адама Ханушкевича «Свадьба».
Поставила спектакли «Biała bluzka» и «Kobieta zawiedziona» с Кристиной Яндой, «Zimy żal» с Иеремией Пшиборой, «Zbig Big Show» со Збышкем Замаховским.
В 1997 году на фестивале польской песни в Ополе представила публике концерт-спектакль «Зелено мне» (Zielono mi), поставленный по песням Агнешки Осецкой, участие в котором приняла плеяда звёзд польской эстрады.
15 декабря 2000 года указом Президента Польши была награждена Кавалерским крестом ордена Возрождения Польши.
28 апреля 2009 от министра культуры и национального наследия Богдана Здроевского получила Медаль «За заслуги в культуре Gloria Artis».

## Дискография
- 1973 Magda Umer
- 1977 Dedykacja
- 1991 Koncert
- 1995 Gdzie ty jesteś
- 1995 Koncert jesienny
- 1995 Wszystko skończone
- 1999 O niebieskim, pachnącym groszku — Złota Kolekcja
- 2003 Kołysanki utulanki
- 2008 Koncert sprzed lat

## Фильмография
- 1969 Piąta rano
- 1980 Pałac
- 1987 Weryfikacja

## Интересные факты
Дядя Магды Умер (брат её отца Эдварда Хумера) — Адам Хумер, в 1944—1955 офицер коммунистической госбезопасности, отличавшийся особой жестокостью и осуждённый в 1994 году за применение пыток. Этот факт периодически выносится на публичное обсуждение, причём Хумера называют отцом Магды Умер, что вызывает у неё сильное раздражение:

Моего отца зовут Эдвард… Я не дочь Адама Хумера, и не раз уже отвечала на этот вопрос… Из-за анонимных корреспондентов я иногда чувствую, что была дочерью Гитлера, Сталина, Берии и не знаю, кого ещё… Очень хотела бы, чтобы те, кто мной интересуется, оценивали меня, мою жизнь и мои действия.